# 会社ゴロ
会社ゴロ（）とは、企業やその従業員のスキャンダルを口外しない代償として口止め料などと称して、当該企業に対して金品を要求する行為、あるいはこうした行為を繰り返すゴロツキを指す。脅迫の材料に媒体を使う場合は新聞ゴロ、雑誌ゴロとも呼ばれることもある。

## 概要
自ら主宰する（零細な）新聞や雑誌に不利な記事を不利な話を掲載すると暗に脅す、用心棒代わりに会社顧問に就任させるよう強要して顧問料を奪う手口などを総称して企業ゴロとも言われた。
街宣右翼などと結託し、街宣車で本社や営業所、株主総会の会場、あるいは繁華街などに押しかけ執拗にスキャンダルを糾弾するなど、あるいは逆にほめ殺しなどを行うことでターゲットの企業イメージに打撃を与えようとする。怪文書の流布や三流ゴシップ誌を利用した攻撃なども行われる。
警察庁は、総会屋や社会運動標榜ゴロなどと並んで、会社ゴロを企業対象暴力として位置づけ、対策を講じ、企業からの相談に応じているが、古典的な事例は企業側のコンプライアンス強化、暴力団対策法の施行、紙媒体の衰退、ゴロの高齢化などにより衰退しつつある。